# Humanologie
 (mai 2021).
Le mot humanologie est un néologisme, utilisé pour désigner des courants de pensée divers relatifs aux sciences humaines, à la philosophie ou à l'éthologie. Le mot a été utilisé dès 1855.
L'humanologie peut brièvement être définie comme « science de l'humanité», comme la sociologie est la science des sociétés, la psychologie celle du mental, la biologie celle de la vie. À l'instar de l'anthropologie, elle se situe à l'articulation entre les sciences humaines et naturelles.
Le concept « post-humanologique » est proposé dans un article consacré à Irina Koleskova : « Alors que l’anthropologie étudie l’homme comme une partie de la biosphère, dernier et ultime niveau de son évolution, l’humanologie étudiera à son tour l’homme comme une partie de la technosphère où les formes humaines habituelles pourraient disparaître ».

## Quelques repères
Dans une perspective méméticienne, et grâce surtout à Internet, nous pouvons suivre la progression du mème "humanologie" dans le tissu culturel de l'humanité, depuis plus de 160 ans ! La gestation du concept s'est opérée indépendamment dans plusieurs cerveaux humains, puis se propage désormais rapidement par imitation. Dans la phase actuelle, il n'y a pas de cohérence théorique entre les diverses utilisations du mot lorsqu'on lit les multiples productions (et la liste n'est pas exhaustive) proposées chronologiquement ci-dessous :
- En 1855, Elme-Marie Caro de l'Académie Française, s'excuse d'utiliser un barbarisme, à savoir l'« humanologie passionnelle » dans son ouvrage de quasi 400 pages intitulé Études morales sur le temps présent[1], en page 157.
- En 1901, l'Académie des sciences morales et politiques, dans sa "Séance et travaux de novembre, en page 154[3] fait hommage à l'ouvrage de C. Saint-Charles publié sous le titre de « Sommes-nous civilisés ? ou la Science de l'humanologie »[4].
- En 1993, dans la Revue des deux mondes, Michèle Aumont s'interroge sur l' « humanologie » d'Elisabeth Badinter, au sujet de son livre X Y de l'identité masculine[5].
- En 2002, Guy Finné pensait avoir inventé ce néologisme et a déposé différents textes y relatif dans une enveloppe « Soleau » confiée à l'INPI à Paris[6]. Puis en 2020, il propose de ré-enchanter le monde grâce à une utopie humanologique, dans laquelle l'Humain prime[7]. Il indique une « méthodologie systémique d'émergence - énaction » afin de générer une société plus empathique.
  - Bernard Werber, dans son recueil L'Arbre des possibles, paru en octobre 2002, mentionne un professeur d'humanologie qui conseille à de jeunes dieux : « Ne mettez pas tous vos œufs dans le même panier, construisez plusieurs cités[8]». Il s'agit de proposer des réponses aux inquiétudes sur l'évolution de l'espèce humaine. Récemment, il propose quelques « antiproverbes » humanologiques[9].
- En 2009, Marc Ganem promeut les termes « humanologie » et « humanologistes », dans le cadre de la Chaire UNESCO « santé sexuelle et droits humains » afin de sauver les humains[10].
- 2018, dans un texte traduit en français, Irina Koleskova précise plusieurs champs d'investigation ouverts à l'humanologie et la post-humanologie : « L’humanologie étudie l’état futur de l’homme et sa place dans le monde, à la lumière du développement de la technologie... Le besoin de "post-humanologie" apparaît comme une réponse à la présomption de l’apparence de la "communauté post-humaine" »[2].
- En 2020, un mook, « L'Humanologue »[11], relève le défi de donner un florilège de regards sur les humains et l'humanité, dans toute leur diversité[12]. Jean-François Dortier en est le créateur et l'auteur. Dans des interviews radiophoniques, il décrit en détail l'activité humanologique[13]. Son hypothèse principale est que l'imagination définit le mieux la spécificité humaine[14].
  - Selon Edgar Morin, « L'humanité doit se métamorphoser pour qu'elle puisse survivre »[15]. En plus d'être sociologue, philosophe, il se déclare humanologue, plus précisément anthropologue-humanologue[16]: « Toute connaissance qui isole un objet est une connaissance plus ou moins mutilée ».